# Lakin (Kansas)
Lakin er en amerikansk by og administrativt centrum for det amerikanske county Kearny County i staten Kansas. I 2003 havde byen et indbyggertal på 2.316.

## Ekstern henvisning
- Lakins hjemmeside (engelsk) Arkiveret 19. marts 2020 hos  Wayback Machine

37°56′25″N 101°15′31″V / 37.9403°N 101.2586°V